# 薩里薩里尼亞馬峰
4°33′N 64°14′W / 4.550°N 64.233°W
薩里薩里尼亞馬峰（西班牙語：Sarisariñama），是委內瑞拉的山峰，位於該國東南部玻利瓦爾州，屬於哈瓦-薩里薩里尼亞馬國家公園的一部分，毗鄰巴西接壤邊境，海拔高度2,300米。